# Antef VIII
Antef VIII fou faraó de la dinastia XVII d'Egipte. El seu nom de tron o Nesut-Bity fou Sekhemre-Horhormaat; el seu Sa Ra fou Antef (o Intef).
Va succeir probablement a Antef VII però es desconeix la relació familiar que els unia. La seva dona podria ser Haankhes i almenys hauria tingut un fill de nom Ameni.
La seva tomba és a Dra Abu al-Naga